# Gonatus steenstrupi
Gonatus steenstrupi är en bläckfiskart som beskrevs av Kristensen 1981. Gonatus steenstrupi ingår i släktet Gonatus och familjen Gonatidae. Inga underarter finns listade i Catalogue of Life.